# Gliniarz z Beverly Hills III
Gliniarz z Beverly Hills III – trzeci film o policjancie Axelu Foleyu w reżyserii Johna Landisa.

## Obsada
- Eddie Murphy – detektyw Axel Foley
- Judge Reinhold – Billy Rosewood
- Héctor Elizondo – Jon Flint
- Jon Tenney – Levine
- Joey Travolta – Giolito
- Timothy Carhart – Ellis DeWald
- Theresa Randle – Janice Perkins
- Alan Young – wujek Dave Thornton
- John Saxon – Orrin Sanderson
- Gilbert R. Hill – inspektor Douglas Todd

## Opis
W policyjnej akcji zostaje zabity szef detektywa z Detroit, Axela Foleya. Sprawa, która początkowo wygląda na błahą, okazuje się wielką aferą związaną z fałszerstwami w Beverly Hills. Tam też wybiera się Foley i wraz z nieodłącznymi towarzyszami, Billem i Jonem, ścigają bandytę. W finale ścigają bandytów w parku rozrywki w Los Angeles.

## Nominacje
- Nominacja do Złotej Maliny dla Johna Landisa jako najgorszego reżysera (1995)
- Nominacja do Złotej Maliny za najgorszy sequel (1995)